# Дочь солдата никогда не плачет
«Дочь солдата никогда не плачет» (англ. A Soldier's Daughter Never Cries) — кинофильм режиссёра Джеймса Айвори, вышедший на экраны в 1998 году. Экранизация одноимённого полуавтобиографического романа Кейли Джонс, дочери известного автора военной прозы Джеймса Джонса.
Лента получила две номинации на премию «Независимый дух» (за лучший фильм и за лучший актёрский дебют — Энтони Рот Костанцо) и номинацию на премию «Молодой актёр» в категории «Лучшая молодая актриса в главной роли» (Лили Собески).

## Сюжет
Фильм, разделённый на три части, рассказывает о жизни семьи американского писателя Билла Уиллиса — в Париже и после возвращения на родину. Первая часть уделяет основное внимание появлению в семье 7-летнего Бенуа, который вскоре после усыновления стал называться просто Билли, его адаптации к новой жизни и взаимоотношениям с ровесницей Шанн, родной дочерью Уиллисов. Вторая часть посвящена в основном взрослению Шанн и её взаимоотношениям со странным парнем Франсисом, обладающим прекрасным оперным голосом. В третьей части рассказывается о жизни после возвращения в Америку, где подростки Шанн и Билли с трудом привыкают к новой школе, а также о болезни и смерти отца семейства.

## В ролях
- Крис Кристофферсон — Билл Уиллис
- Барбара Херши — Марчелла Уиллис, жена Билла
- Лили Собески — Шарлотта Анна (Шанн) Уиллис, в подростковом возрасте
  - Луиза Конлон — Шанн, в детском возрасте
- Джесси Брэдфорд — Билли Уиллис, в подростковом возрасте
  - Сэмюэл Грюн — Билли Уиллис, в детском возрасте
- Доминик Блан — Кандида, служанка
- Энтони Рот Костанцо — Франсис Фортескью
- Джейн Биркин — мадам Фортескью, мать Франсиса
- Харли Кросс — Кит Картер
- Исаак де Банколе — Мамаду
- Маша Мериль — мадам Бовье
- Натали Ришар — мадемуазель Фурнье
- Боб Суэйм — Боб Смит
- Виржини Ледуайен — мать Билли